# 艾哈迈德·贾布里勒
艾哈迈德·贾布里勒（阿拉伯语：‎；1938年—2021年7月7日）出生于今天以色列雅法，是反对与以色列和平共处的左翼政治组织解放巴勒斯坦人民阵线－总指挥部的创始人和领导人。该组织从1968年成立以来多次对以色列军队和平民进行攻击。
贾布里勒的儿子吉哈德·艾哈迈德·贾布里勒是解放巴勒斯坦人民阵线总指挥部武装组织的首领，本来被设定为贾布里勒的继承人，于2002年5月20日在贝鲁特受汽车炸弹袭击丧生。

## 早年生活
贾布里勒出生后举家迁往叙利亚，他是在叙利亚长大的，在叙利亚他从军，升到上尉。1959年他成立了巴勒斯坦解放阵线，1967年他与乔治·哈巴什一起组织了解放巴勒斯坦人民阵线。这个共产主义组织反对亚西尔·阿拉法特的民族主义法塔赫运动。

## 与解放巴勒斯坦人民阵线决裂
由于哈巴什与叙利亚政府之间的分歧，贾布里勒与解放巴勒斯坦人民阵线决裂。贾布里勒不愿放弃叙利亚政府的支持，他的组织的基地依然留在大马士革。
虽然解放巴勒斯坦人民阵线与解放巴勒斯坦人民阵线总指挥部的意识形态在此后数十年中基本相同，但是贾布里勒从未放弃只有通过武力来解放巴勒斯坦的信仰。他与哈巴什和其它边缘组织一起组成了所谓的「反对派阵线」，反对与以色列政府进行任何谈判。他发动了不同的设计新颖的攻击，包括1987年的所谓的「滑翔机之夜」。

## 与伊斯兰国家的关系
贾布里勒是第一批接受伊朗、黎巴嫩真主党和伊斯兰圣战组织的帮助的巴勒斯坦武装组织者，不像东正教徒哈巴什，贾布里勒可以将他的马克思主义与伊斯兰极端主义融和到一起。但是1990年初，随着加沙地带和約旦河西岸地區的哈马斯组织的崛起，贾布里勒不再成为以色列最大的威胁了。

## 特征
在一些欧洲城市中有解放巴勒斯坦人民阵线总指挥部的小组织，他们在叙利亚、利比亚和伊朗的帮助下从事反美和反以色列的活动。
解放巴勒斯坦人民阵线总指挥部和贾布里勒的战略与巴勒斯坦解放组织的战略不同，他们更加强调军事训练和武器装备，而不强调公众影响。因此在公众影像中这个组织不很强烈。1994年的奥斯陆协议达成后，对解放巴勒斯坦人民阵线总指挥部的支援就更少了。鸽派更加支持法塔赫的巴勒斯坦民族权力机构，而鹰派则更加支持哈马斯和解放巴勒斯坦人民阵线，这些组织在約旦河西岸地區更加普及。
2001年5月7日以色列海军在海法港口截获了一艘装满了重型武器的船，据信贾布里勒是这些武器的受件人。